# St. Hedwig (Paderborn)

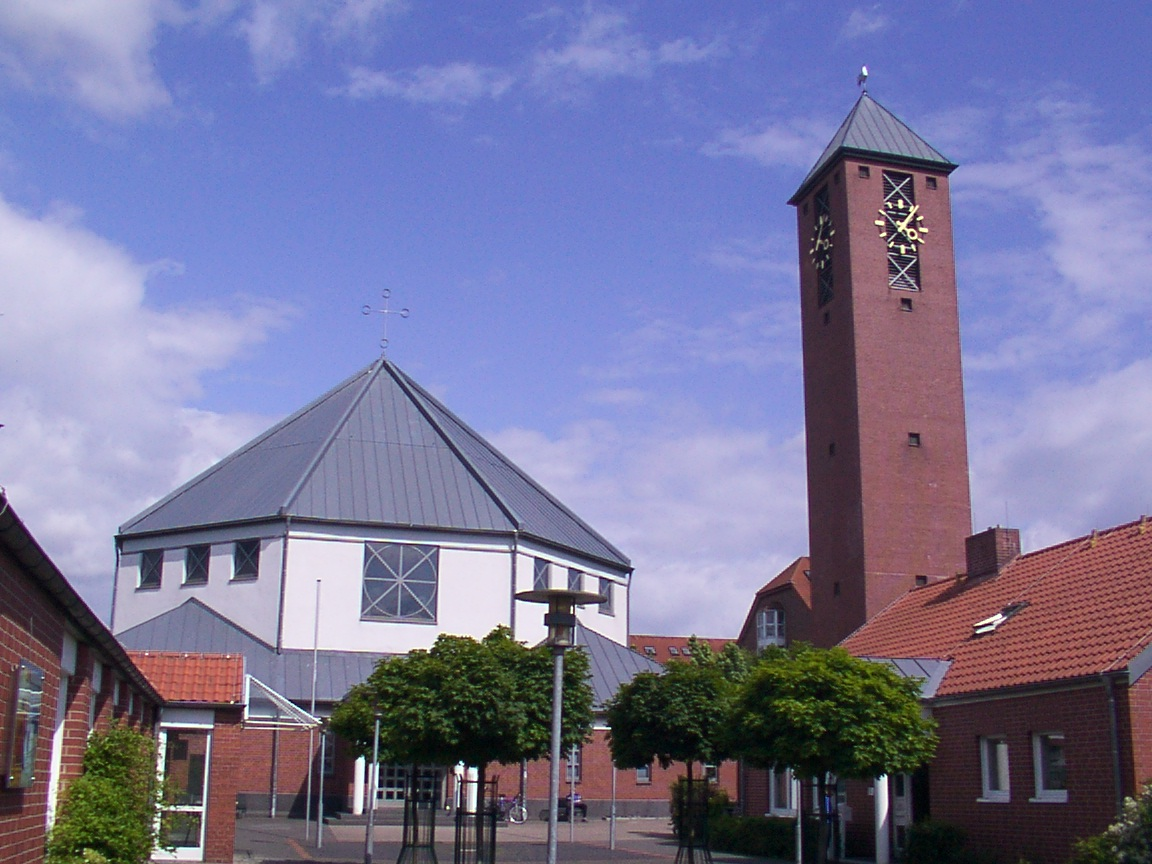
St. Hedwig, Paderborn

Die römisch-katholische Kirche St. Hedwig ist ein Kirchengebäude in Paderborn. Ihre Pfarrgemeinde gehört zum Pastoralverbund Mitte-Süd des Erzbistum Paderborn.

## Geschichte
In den 1970er Jahren begann im südöstlichen Stadtgebiet von Paderborn „Auf der Lieth“ die Errichtung eines neuen Wohngebiets, das zur Gemeinde St. Marien gehörte. Der Bevölkerungszuwachs machte ein neues Gemeindezentrum erforderlich. Zunächst wurden der Kindergarten und das Pfarrheim errichtet. 1995 wurde der Grundstein für die neue Kirche gelegt. Der Entwurf stammte von Michael Ludes, Recklinghausen. Am 9. März 1997 vollzog Erzbischof Johannes Joachim Degenhardt die Kirchweihe. Seit dem 1. Dezember 1998 ist die St.-Hedwig-Gemeinde eigenständige Pfarrei. Sie gehört zum Dekanat Paderborn Mitte-Süd des Bistums Paderborn.

## Architektur
St. Hedwig ist ein oktogonaler Raum mit Zeltdach, eingefügt in ein halbhohes Raumquadrat, dessen Südostecke „abgeschnitten“ ist. In der Ostseite befindet sich eine kleine Apsis, die den Tabernakel enthält, während der Altar weit zur Mitte des Raums gezogen ist und mehrseitig von den Bänken umgeben wird. Auf der 20 Meter hohen Dachspitze steht das „Papstkreuz“, das im Juni 1996 bei der hl. Messe Johannes Pauls II. in der Senne den Altarbaldachin bekrönt hatte. Der freistehende quadratische Backstein-Kirchturm ist 34 Meter hoch.

## Ausstattung

### Orgel
Die Orgel wurde 1897 von der Orgelbaufirma Keates (Sheffield, England) für die methodistische Kirche in Thurgoland, Metropolitan Borough of Barnsley, erbaut. Das Instrument verfügte über 16 Register auf zwei Manualen (mechanische Schleifladen) und Pedal (pneumatische Kegelladen) in einem massiven Lärchen-Gehäuse. Nach Aufgabe der Kirche wurde die Orgel 2010 für St. Hedwig gekauft und durch die Werkstatt Orgelbau Krawinkel nach St. Hedwig tranzloziert. Dabei wurde das Instrument um drei Register erweitert, die Pedalladen mit elektropneumatischen Steuerungen versehen und es wurde eine Setzeranlage eingebaut. Die hinzugefügten Register stammen aus anderen englischen Orgeln. Das Instrument hat heute 21 Register und 2 Transmissionen auf zwei Manualwerken und Pedal.
| I Great Organ C–a3 |                  |        |     |
| 01.                | Open Diapason    | 08′    |     |
| 02.                | Stopped Diapason | 08′    |     |
| 03.                | Dulciana         | 08′    |     |
| 04.                | Gamba            | 08′    |     |
| 05.                | Principal        | 04′    |     |
| 06.                | Harmonic Flute   | 04′    |     |
| 07.                | Twelfth          | 02 ⁄3′ |     |
| 08.                | Fifteenth        | 02′    |     |
| 09.                | Mixture II       | 02 ⁄3′ | (n) |
| 10.                | Double Trumpet   | 16′    | (n) |
| 11.                | Trumpet          | 08′    | (n) |

| II Swell Organ C–g3 |                 |     |
| 12.                 | Open Diapason   | 08′ |
| 13.                 | Lieblich Gedact | 08′ |
| 14.                 | Viol da Gamba   | 08′ |
| 15.                 | Voix Celeste    | 08′ |
| 16.                 | Principal       | 04′ |
| 17.                 | Cornopean       | 08′ |
| 18.                 | Oboe            | 08′ |
|                     | Tremulant       |     |

| Pedal Organ C–f1 |                           |     |     |
| 19.              | Contra Bourdon            | 32′ |     |
| 20.              | Bourdon                   | 16′ |     |
| 21.              | Bass Flute                | 08′ |     |
| 22.              | Double Trumpet (= Nr. 10) | 16′ | (n) |
| 23.              | Trumpet (= Nr. 11)        | 08′ | (n) |

- Koppeln: II/I (auch als Superoktavkoppel), I/P, II/P
- Spielhilfen: Kombinationstritte (Swell und Great)
- Anmerkung

(n) = nachträglich von Orgelbau Krahwinkel hinzugefügtes Register

### Geläut
Im Turm von St. Hedwig hängen 5 Glocken, die in den Jahren 1999–2003 von der Glockengießerei Petit & Gebr. Edelbrock, Gescher gegossen wurden.
| Nr. | Name       | Gussjahr | Durchmesser (mm) | Masse (kg) | Nominal (16tel) | Inschrift |
| --- | ---------- | -------- | ---------------- | ---------- | --------------- | --------- |
| 1   | Christus   | 2002     | 1418             | 1750       | cis1 -1         |           |
| 2   | Hedwig     | 2003     | 1171             | 1063       | e1              |           |
| 3   | Liborius   | 1999     | 986              | 650        | gis1            |           |
| 4   | Maria      | 2000     | 854              | 444        | h1 +1           |           |
| 5   | Franziskus | 1999     | 756              | 350        | cis2 +1         |           |